# Perigomphus
Perigomphus is een geslacht van libellen (Odonata) uit de familie van de rombouten (Gomphidae).

## Soorten
Perigomphus omvat 2 soorten:
- Perigomphus angularis Tennessen, 2011
- Perigomphus pallidistylus (Belle, 1972)